# Eudejeania pachecoi
Eudejeania pachecoi är en tvåvingeart som beskrevs av Charles Howard Curran 1941. Eudejeania pachecoi ingår i släktet Eudejeania och familjen parasitflugor.
Artens utbredningsområde är Guatemala. Inga underarter finns listade i Catalogue of Life.